# Trapania lineata
Trapania lineata Haefelfinger, 1960 è un mollusco nudibranchio della famiglia Goniodorididae.

## Descrizione
Corpo di colore bianco, traslucido, talvolta giallo-marrone, attraversato diagonalmente da linee bianco opaco. Rinofori, tentacoli orali e ciuffo branchiale di colore arancio. Fino a 2 centimetri.

## Biologia
Si nutre di Entoprocta.

## Distribuzione e habitat
Endemica del Mar Mediterraneo.